# 砂原奏
砂原 奏（すなはら かなで、2006年12月23日 - ）は、日本将棋連盟所属の女流棋士。女流棋士番号は86。千葉県船橋市出身。加瀬純一七段門下。國學院高等学校在学中（2023年9月時点）。

## 棋歴

### 女流棋士になるまで
2016年頃、同い年のいとこの影響で将棋を始めた。
2018年から日本女子プロ将棋協会（LPSA）の女流棋士育成プロジェクト「GSPチャレンジ」にメンバーとして参加。
2019年10月、関東研修会に入会（C2クラス）。
2023年8月、関東研修会でB2クラスに昇級、女流2級の資格を得る。

### 女流棋士として
2023年9月1日付で日本将棋連盟所属の女流2級となる。

## 棋風
得意戦法は振り飛車。

## 人物
- 趣味は、ランニング、レトロゲーム、外国人観光客との英会話[2]。

## 昇段・昇級履歴
- 2019年10月00日 - 関東研修会 入会（C2クラス）[5]
- 2023年08月00日 - 関東研修会 B2クラス昇級（女流2級資格）[6]
- 2023年09月01日 - 女流2級（プロ入り）[2]

## 主な成績

### 女流棋戦別成績
| 女流タイトル戦          |                                                                                         |
| - 白玲戦・女流順位戦    | - 0第5期 D級6位（進行中） ／ 過去最高順位 D級6位（第5期）、過去最高成績 6勝2敗（第4期） |
| - 清麗戦                | - 0第7期 予選2勝（再挑戦2勝）／ 過去最高 予選2勝（再挑戦2勝、第7期）                    |
| - マイナビ女子オープン0 | - 第18期 予備予選 0勝 ／ 過去最高 予備予選（0勝、第18期）                               |
| - 女流王座戦            | - 第15期 二次予選進出（進行中、一次予選 2勝） ／ 過去最高 一次予選 0勝1敗（第14期）     |
| - 女流名人戦            | - 第52期 予選 0勝 ／ 過去最高 予選（0勝、第51期・第52期）                               |
| - 女流王位戦            | - 第36期 予選 0勝 ／ 過去最高 予選（0勝、第36期）                                       |
| - 女流王将戦            | - 第47期 予選 0勝 ／ 過去最高 予選（0勝、第46期・第47期）                               |
| - 倉敷藤花戦            | - 第33期 棋戦 0勝 ／ 過去最高 棋戦 1勝（第32期）                                        |

### 年度別成績
| 年度         | 対局数 | 勝数 | 負数 | 勝率   | (出典) | 女流通算成績 | 女流通算成績 | 女流通算成績 | 女流通算成績 | 女流通算成績 |
| ------------ | ------ | ---- | ---- | ------ | ------ | ------------ | ------------ | ------------ | ------------ | ------------ |
| 2023年度     | 12     | 7    | 5    | 0.5833 | [ 7 ]  | 対局数       | 勝数         | 負数         | 勝率         | (出典)       |
| 2024年度     | 20     | 9    | 11   | 0.4500 | [ 8 ]  | 32           | 16           | 16           | 0.5000       | [ 9 ]        |
| 通算         | 32     | 16   | 16   | 0.5000 | [ 9 ]  |              |              |              |              |              |
| 2024年度まで |        |      |      |        |        |              |              |              |              |              |

### アマチュア時代の戦績
- 女流棋戦（非公式戦）
  - 2022年08月：第16回白瀧あゆみ杯争奪 新人登竜門戦  準優勝[10]

- 女流棋戦 アマチュア予選
  - 2022年08月：第16回白瀧あゆみ杯争奪 新人登竜門戦 アマチュア予選 優勝[10]

- アマチュア棋戦
  - 2016年10月：第48期女流アマ名人戦 Ａクラス3位[11]
  - 2018年08月：第12回小学生女子将棋名人戦 全国大会 優勝[12]
  - 2020年08月：第12回中学生女子将棋名人戦 全国大会 4位[13]
  - 2021年08月：第13回中学生女子将棋名人戦 全国大会 優勝[14]
  - 2022年08月：第35回全国高等学校将棋竜王戦 全国大会ベスト8進出[15]
  - 2023年08月：第59回全国高等学校将棋選手権大会 女子個人 優勝[16][17]
- ※2023年8月16-17日の「第36回全国高等学校将棋竜王戦 全国大会」に招待予定であったが、
※大会日程の時点で女流棋士資格を得ていたため出場辞退[18]。